# Ouret
Ouret je biljni rod iz porodice štirovki. Postoji nekoliko vrst u tropskoj i suptropskoj Africi i Aziji.

## Vrste
1. Ouret congesta (Balf.f. ex Baker) Kuntze
2. Ouret glabrata (Hook.f.) Kuntze
3. Ouret lanata (L.) Kuntze
4. Ouret leucura (Moq.) Kuntze
5. Ouret sanguinolenta (L.) Kuntze
6. Ouret triangularifolia (Cavaco) T.Hammer